# Constantin Bodin
 (août 2023).
Pour les articles homonymes, voir Bodin.
Constantin Bodin (Константин Бодин en serbe cyrillique), était roi de Dioclée de 1081 à 1101, et empereur (tsar) de Bulgarie sous le nom de Pierre III (Petăr III) brièvement en 1072-1073. La date de sa naissance est inconnue ; celle de sa mort est incertaine, mais on peut la situer au plus tard en 1108.

## Origines
Constantin Bodin était un des fils du roi Michel Ier (Mihajlo Ier) de Dioclée (ou Zeta) et de Neda. Son père Michel était le fils du prince Stefan Vojislav et d'une petite-fille dont le nom est inconnu de l'empereur Samuel Ier de Bulgarie.

## Empereur de Bulgarie
En 1072, les nobles bulgares se révoltèrent à Skopje contre le gouvernement byzantin sous la direction de George Voitekh (Georgi Vojteh), un descendant de la première famille noble de la cour bulgare. Les rebelles réclamèrent au roi Michel I de Zeta de présenter un de ses fils, descendant de la Maison des Comitopuli, afin qu'il siégeât sur le trône bulgare.
En automne 1072, Constantin Bodin, le septième fils de Michel, arriva à Prizren avec un petit cortège de troupes de Zeta et rencontra George Voitekh et les autres représentants de la noblesse bulgare. Ils l'escortèrent jusqu'à Skopje et le couronnèrent empereur des Bulgares sous le nom de Petar III, rappelant les noms de l'empereur sanctifié Petar I (Petăr I, qui mourut en 970) et de Petar II Deljan (Petăr II Deljan, qui mena la première révolte importante contre le gouvernement byzantin en 1040-1041).
Les troupes du nouvel empereur Petar III prirent Niš et Ohrid, mais subirent une défaite écrasante à la bataille de Kastoria. La contre-attaque byzantine prit Skopje avec l'aide de George Voitekh, qui trahit d'abord Petar III, et ensuite tenta de trahir les Byzantins, mais en vain. Dans une autre bataille, Petar III fut capturé par les Byzantins (1073) et envoyé avec George Voitekh, comme prisonnier à Constantinople. George Voitekh mourut en route, tandis que Petar III se languissait en prison à Constantinople et ensuite à Antioche.

## Roi de Dioclée ou Zeta
En 1078, les Vénitiens délivrèrent Constantin Bodin et le rendirent à son père Michel I de Zeta. Peu après, en 1081, Michel mourut et Constantin Bodin succéda à son père en tant que roi.
Vers 1085, lui et ses frères réprimèrent la révolte de leurs cousins, les fils du frère de Michel Radoslav dans la župa de Zeta, et Constantin Bodin régna désormais sans contestation. En dépit de son antérieure opposition à l'Empire byzantin, Constantin Bodin soutint d'abord les Byzantins contre l'attaque de Robert Guiscard et ses Normands à Durazzo en 1081, mais ensuite resta inactif, laissant les Normands prendre la ville.
En ce temps-là, Constantin Bodin épousa la fille d'un noble pro-Normand de Bari. Les relations de Constantin Bodin avec l'Occident incluaient son soutien au pape Urbain II en 1089, qui lui assura une concession majeure, l'élévation de son évêché de Bar au rang d'archevêché.
Constantin Bodin tenta de maintenir le royaume agrandi laissé par son père. Dans ce but, il fit une campagne en Bosnie et Rascie, installant ses neveux Marko et Vukan comme župans dans le dernier. Les deux princes étaient fils du demi-frère de Constantin Bodin, Petrislav, qui avait gouverné la Rascie environ de 1060-1074. Néanmoins, après la mort de Robert Guiscard en 1085, Constantin Bodin se heurta à l'hostilité de l'Empire byzantin, qui récupéra Durazzo et se prépara à punir le roi de Dioclée d'avoir pris le parti des Normands.
La campagne byzantine contre Dioclée se déroula entre 1089 et 1091 et réussit probablement avec la capture une seconde fois de Constantin Bodin. Bien que le royaume survécût, les territoires éloignés dont la Bosnie, la Rascie et Hum (Zahumlje) firent sécession sous leurs propres gouverneurs. On ignore ce qui se passa exactement en Dioclée, et il se peut qu'il y ait eu une guerre civile durant la captivité supposée de Constantin Bodin. La reine Jakvinta persécuta sans pitié tous les prétendants possibles au trône, dont le cousin de Constantin, Branislav, et sa famille. Après qu'un nombre de ces personnes fut tué ou exilé par Constantin Bodin et son épouse, l'église arriva à empêcher que l'imminente vendetta ne déclenchât une guerre civile.
À la mort de Constantin en 1101 ou peut-être en 1108, la Dioclée fut engloutie dans le conflit causé par la lutte dynastique qui avait commencé à se développer durant son règne.

## Famille
Avec sa femme Jakvinta de Bari, Constantin Bodin eut plusieurs enfants, dont :
1. Mihailo II (Michel II), roi de Dioclée de 1101 à 1102 ;
2. Georges (Juraj), roi de Dioclée en 1118 et de 1125 à 1127.

## Sources
- Anthony Stokvis, préf. H. F. Wijnman, Manuel d'histoire, de généalogie et de chronologie de tous les états du globe, depuis les temps les plus reculés jusqu'à nos jours, Leyde, éditions Brill, 1889 réédition 1966, Volume II Péninsule des Balkans, chapitre II Serbie: Tableau généalogique n°37 Généalogie des dynasties serbes
- (en) John V.A. Fine Jr., The Early Medieval Balkans, Ann Arbor, 1983.
- (en) Florin Curta, Southeastern Europe in the Middle Ages, Cambridge, Cambridge University Press, 2006 (ISBN 978-0-511-22278-8)